# Вальке, Александр
Александр Вальке (нем. Alexander Walke; родился 6 июня 1983 года в Ораниенбурге, ГДР) — немецкий футболист, вратарь.

## Клубная карьера

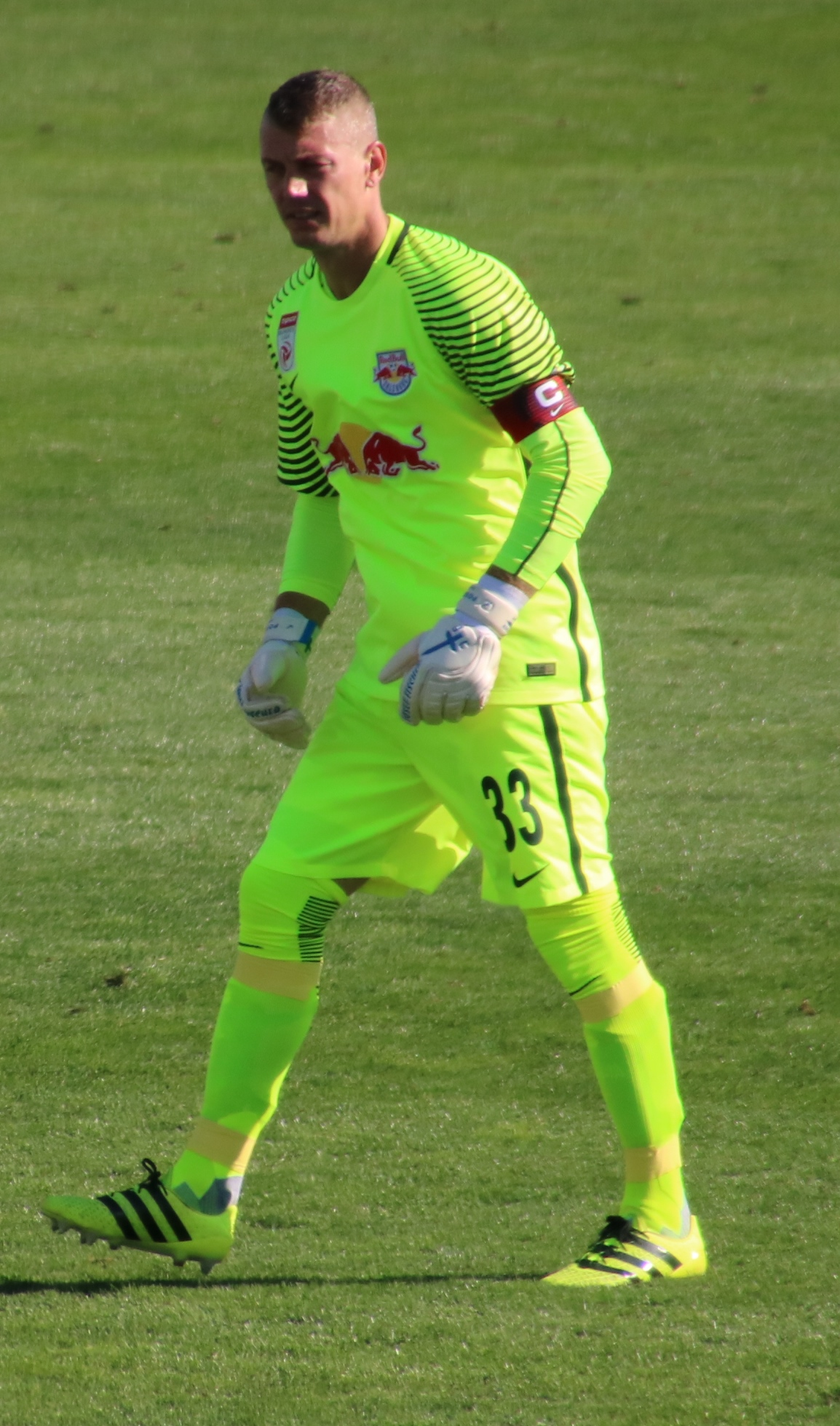
Вальке в составе «Ред Булл Зальцбург»

Вальке — воспитанник клуба «Вердер». Из-за высокой конкуренции он так и не дебютировал за основной состав и в 2005 году перешёл во «Фрайбург». В новом клубе Александр быстро завоевал место в основе и стал одним из лидеров команды. В 2008 году Вальке перешёл в «Веен». 15 августа в матче против «Алемании» Александр дебютировал за новую команду. Летом 2009 года он подписал двухлетний контракт с «Ганзой». 10 августа в матче против «Арминии» Вальк дебютировал за новый клуб.
По окончании сезона он покинул «Ганзу» и перешёл в австрийский «Ред Булл Зальцбург». Вальке стал третьим немецким голкипером команды за всю историю после Герхарда Треммеля и Никласа Хайманна. В начале 2011 года для получения игровой практики Александр был отправлен в аренду в «Гройтер». 23 января в матче против «Униона» он дебютировал за новую команду. Летом Александр вернулся в «Ред Булл». 26 ноября в матче против «Капфенберга» он дебютировал в австрийской Бендеслиге. В составе «быков» Вальке четырежды выиграл чемпионат и Кубок Австрии. В 2017 году он вновь выиграл чемпионат.

## Международная карьера
В 2003 году в составе молодёжной сборной Германии Вальке принял участие в молодёжном чемпионате мира в ОАЭ.

## Достижения
«Ред Булл Зальцбург»
- Чемпион Австрии (10): 2011/12, 2013/14, 2014/15, 2015/16, 2016/17, 2017/18, 2018/19, 2019/20, 2020/21, 2021/22
- Обладатель Кубка Австрии (8): 2011/12, 2013/14, 2014/15, 2015/16, 2016/17, 2018/19, 2019/20, 2020/21